# 雷普亞希夫卡
49°44′10″N 36°12′33″E / 49.73611°N 36.20917°E

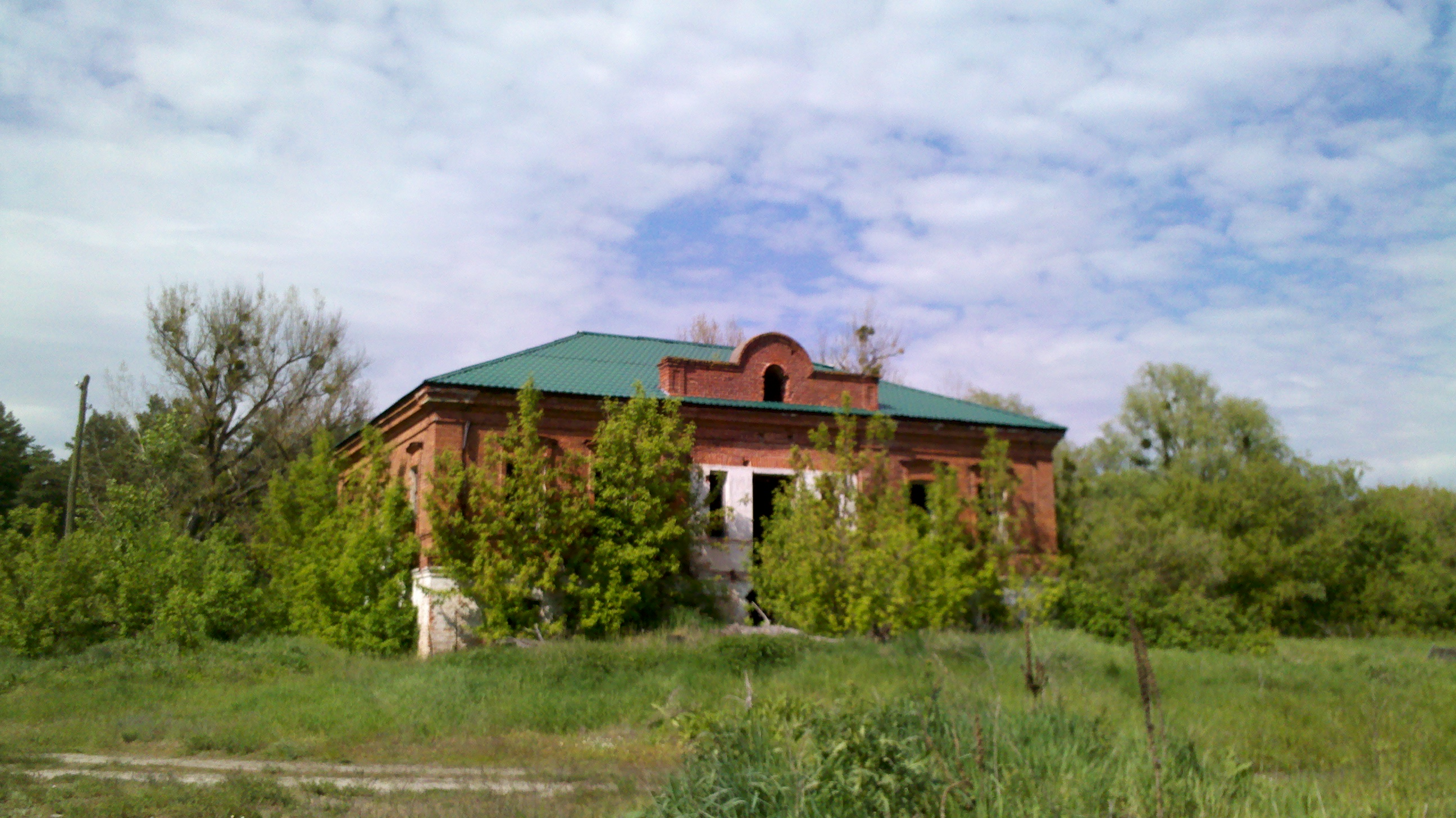

雷普亞希夫卡（烏克蘭語：Реп'яхівка）是位於烏克蘭東部的村莊，由哈爾科夫州丘胡伊夫区的茲米伊夫市鎮負責管轄。該村始建於1686年，面積0.05平方公里，海拔高度97米，2001年人口8，人口密度每平方公里177.8人。